# Tomás Guido
Pour les articles homonymes, voir General Guido.
Tomás Guido (Buenos Aires, Vice-royauté du Río de la Plata, 1788 – id., 1866) est un militaire, diplomate et homme politique argentin. Il participa à la défense du Río de la Plata contre les offensives britanniques de 1806 et 1807, et adhéra à la révolution de Mai de 1810. Il fit valoir son talent de négociateur dans les heures difficiles du processus d’indépendance de l’Argentine. Par son célèbre Mémoire, fruit de ses conversations avec le général San Martín, il sut obtenir que Juan Martín de Pueyrredón, alors Directeur suprême du Río de la Plata, prêtât son appui à la campagne militaire projetée par San Martín au Chili et au Pérou. L’indépendance acquise, il mena une carrière politique et diplomatique au service de gouvernements aussi différents que celui de Rivadavia, du dictateur Rosas et d’Urquiza.

## Origines familiales et débuts dans la carrière militaire et diplomatique
Fils de Pedro Guido y Sanz, commerçant espagnol péninsulaire, et de doña Juana Aoiz y Martínez, Tomás Guido commença des études secondaires au Collège royal San Carlos de Buenos Aires, mais fut contraint de les interrompre en raison des difficultés financières de ses parents.
Lors des offensives anglaises contre le Río de la Plata de 1806, il apporta son concours à la défense de Buenos Aires, et prit part aux événements de mai 1810. L’année suivante, il accompagna, à titre de secrétaire, Mariano Moreno durant la voyage diplomatique que celui-ci avait entrepris à destination de l’Angleterre et durant lequel il trouva malencontreusement la mort. De retour à Buenos Aires en 1812, il y séjourna d’abord brièvement comme secrétaire du ministère de la Guerre, pour bientôt se transporter à Charcas (actuelle Sucre) comme secrétaire de Francisco Ortiz de Ocampo. Plus tard encore, il se rendit à Tucumán, où il se lia avec José de San Martín et Manuel Belgrano et assuma la fonction d’officier-major du secretariat à la Guerre, assistant San Martín dans la planification de sa campagne au Chili et au Pérou.

## LeMémoire
Le 20 mai 1816, Tomás Guido présenta au Directeur suprême délégué Antonio González Balcarce son célèbre Mémoire, fondé sur les conversations qu’il avait eues à Saldán, dans la province de Córdoba, avec San Martín au cours de la convalescence de celui-ci. Lors desdites conversations, San Martín exposa en détail les aspects économiques, militaires et politiques d’un plan, inspiré du dénommé plan Maitland, par lequel il envisageait d’ouvrir à l’ouest un nouveau front en traversant la cordillère des Andes avec une armée de 4000 hommes, pour d’abord libérer le Chili, et ensuite poursuivre par la mer et envahir le littoral du Pérou, et cela au lieu de persévérer dans l’infructueuse campagne du Haut-Pérou. Il soutenait en particulier qu’une victoire au Chili suffirait à redonner confiance aux peuples et, à l’inverse, à la faire perdre aux troupes royalistes qui, commandées par Joaquín de la Pezuela, attaquaient depuis le nord. Balcarce, après lecture du Mémoire, adopta l’idée avec enthousiasme et l’exposa à Juan Martín de Pueyrredón, Directeur suprême fraîchement élu par le congrès de Tucumán. Pueyrredón, instruit par les expériences souvent calamiteuses dans le Haut-Pérou, approuva le Mémoire le 24 juin 1816 et donna sans tarder toutes instructions propres à appuyer la campagne libératrice au Chili et arrangea une entrevue avec San Martín afin d’en fixer les derniers détails.

## Campagnes indépendantistes au Chili et au Pérou
À la suite de la victoire dans de la bataille de Chacabuco le 12 février 1817, le général San Martín incorpora Guido dans son armée, avec le grade de lieutenant-colonel, afin qu’il pût remplir les fonctions de secrétaire à la Guerre et à la Marine et de représentant auprès du gouvernement du Chili. Il s’acquitta de cette charge trois années durant et accomplit avec succès des missions administratives et diplomatiques, assistant San Martín comme premier aide de camp lors de son épopée de libération au Chili et contribuant à mener à bien son entreprise de libérer le Pérou. Il mena avec efficacité les pourparlers de Miraflores, et apporta son concours d’abord aux deux sièges, puis à la reddition du fort de Callao, duquel il fut ensuite nommé gouverneur. Élevé au grade de colonel-major en 1821, il remplit l’office de conseiller d’État et de ministre de la Guerre. Après la rencontre entre Simón Bolívar et San Martín à Guayaquil, il accompagna celui-là jusqu’à la fin de la guerre. En 1823, il fut juge assesseur du Conseil militaire suprême au Pérou et l’année suivante chef d’état-major des armées du Centre et ministre général de Gouvernement du général Mariano Necochea, accédant au grade de général de brigade des armées du Pérou.

## Retour en Argentine
À son retour à Buenos Aires en 1826, Bernardino Rivadavia le nomma inspecteur des Armées, et l’année suivante son successeur Vicente López y Planes le désigna ministre de la Guerre, charge à laquelle il préféra cependant renoncer pour occuper celle de député élu du comité exécutif (communément appelé Salle des Représentants) de Buenos Aires, puis pour s’acquitter d’une mission comme ministre plénipotentiaire et émissaire extraordinaire auprès de la cour de Rio de Janeiro, en qualité de quoi il signa en 1828 le traité de paix avec le Brésil. Il fut par la suite ministre de la Guerre et des Affaires étrangères à trois occasions encore : sous Juan Lavalle,  Juan José Viamonte et Juan Manuel de Rosas. De 1840 à 1851, il représenta l’Argentine auprès du gouvernement du Brésil. Après la bataille de Caseros en 1852, marquant la chute de Rosas, le général Justo José de Urquiza fit appel à lui pour renforcer son gouvernement. Il réussit à se faire élire en 1855 sénateur national pour San Juan et en 1857 vice-président du sénat de la Confédération. En 1859, doté à présent du grade de brigadier-général, il accompagna Urquiza au Paraguay et entreprit avec succès des démarches d’apaisement entre ce pays et les États-Unis, opposés l’un à l’autre après que ces derniers eurent envoyé une escadre navale destinée à débarquer à Asuncion.
Tomás Guido s’était marié au Chili avec la fille du colonel Carlos Spano y Padilla, María del Pilar Spano y Ceballos, de qui il eut quatre enfants, parmi lesquels le poète Carlos Guido y Spano. Sa fille Pilar Guido épousera en 1863 le révolutionnaire d’origine chilienne Francisco Bilbao. 
Il s’éteignit le 14 septembre 1866 dans sa propriété de Buenos Aires. Ses restes reposent dans le mausolée de la cathédrale métropolitaine de Buenos Aires, aux côtés de la dépouille du général José de San Martin.